# ویلیام فاستر
ویلیام فاستر(۲۵ فوریه ۱۸۸۱–۱ سپتامبر ۱۹۶۱) سیاستمدار اهل آمریکا بود. فاستر از ۱۹۴۵ تا ۱۹۵۷ دبیرکل حزب کمونیست آمریکا بود. پیش از آن او عضو حزب سوسیالیست ایالات متحده آمریکا بود. او اعتصاب کارگران فولاد ۱۹۱۹ را در طول جنگ جهانی اول رهبری کرد.